# B.B. Cunningham Jr.
Blake Baker Cunningham Jr. (conhecido como B.B. Cunningham Jr., ? — 14 de outubro de 2012) foi um músico norte-americano.

## Biografia
Foi membro da banda The Hombres, tendo co-escrito o êxito da banda de 1967 "Let It Out (Let It All Hang Out)."
Mudou-se para Los Angeles em 1971 e trabalhou como engenheiro-chefe no Independent Recorders, juntamente com Billy Joel, Elton John, Lou Rawls, entre outros. Regressou a Memphis alguns anos mais tarde, mudando o cenário musical da cidade, juntando-se a Jerry Lee Lewis em 1997 e editando o álbum a solo Hangin' In em 2003.

## Morte
À data da morte, o músico trabalhava como segurança de um complexo de apartamentos, onde teria ouvido disparos na vizinhança, tendo ido lá para investigar. Diversas testemunhas relataram ter ouvido diversos disparos, tendo sido encontrado no local o corpo do músico juntamente com um jovem de 16 anos não identificado.